# Paya Teureubang
Paya Teureubang is een bestuurslaag in het regentschap Aceh Utara van de provincie Atjeh, Indonesië. Paya Teureubang telt 597 inwoners (volkstelling 2010).